# Danilo Medina
Danilo Medina Sánchez (San Juan de la Maguana, 10 november 1951) is een Dominicaans politicus. Tussen 2012 en 2020 was hij president van de Dominicaanse Republiek.
Eerder was Medina onder meer actief als voorzitter van de Kamer van Afgevaardigden van de Dominicaanse Republiek (1994-1995) en minister van Buitenlandse Zaken (1996-1999 en 2004-2006).

## Biografie
Danilo Medina is de oudste zoon van acht kinderen uit het huwelijk van Juan Pablo Medina en Amelia Sánchez. Zijn ouders waren kleine landeigenaren in de gemeenschap Arroyo Cano van San Juan de la Maguana in de Dominicaanse Republiek.
Zijn basis- en middelbaar onderwijs volgde hij op de openbare school Frente Estudiantil de Liberaciónncisco del Rosario Sánchez. Aan het Pedro Henríquez Ureña-lyceum in San Juan de la Maguana behaalde hij zijn "Bachelor of Science in Business"-diploma. Aan de Universiteit van Santo Domingo (UASD) studeerde hij chemische technologie en later economie aan het Technologisch Instituut van Santo Domingo (INTEC), waar hij in 1984 magna cum laude afstudeerde. Hij is getrouwd en heeft drie dochters.

### Politieke carrière
Medina werd politiek actief in 1973, toen hij zich aansloot bij Juan Bosch, die in dat jaar de Dominicaanse Bevrijdingspartij (Partido de la Liberación Dominicana, PLD) oprichtte. Samen met zijn medestudenten van de Frente Universitario Socialista Democrático (FUSD) (Sociaal Democratische Universiteit Front), nam hij in 1974 actief deel aan de oprichting van de Frente Estudiantil de Liberación (FEL) (Front Studentvereniging voor vrijheid), een nieuwe studentenorganisatie die de politieke richting van Juan Bosch moest ondersteunen en bevorderen.
Hij doorliep alle stadia binnen de organisatie en vervulde verschillende functies: vicesecretaris van de PLD, lid van het centrale comité en lid van het politiek comité. Tijdens de presidentsverkiezingen van 1994 was Medina de campagneleider van Juan Bosch, die dat jaar voor de laatste keer presidentskandidaat was namens de PLD. Twee jaar later was hij eveneens campagneleider voor Leonel Fernández, waarmee de partij een verkiezingsoverwinning boekte. Fernández was vervolgens president van 1996 tot 2000.

### Publieke functies
Medina werd in 1986 verkozen in het lagerhuis van het Dominicaanse Congres. In 1990 en 1994 werd hij herkozen. Tijdens de constitutionele periode van 1990-1994 was hij woordvoerder van de PLD, voorzitter van de commissie Sociale Zaken en interim-voorzitter van het Latijns-Amerikaanse parlement (Parlatino) dat gevestigd is in Brazilië.
In 1994 werd hij verkozen tot voorzitter van de Kamer van Afgevaardigden. Kort daarop werd hij geconfronteerd met een politieke crisis, waarbij president Joaquín Balaguer en diens tegenstander José Francisco Peña Gómez elkaar, na een nipte verkiezingsuitslag, beschuldigden van fraude. Medina speelde een rol bij de oplossing van de impasse, die eindigde met de ondertekening van het Pacto por la Democracia ("Verdrag voor Democratie").
Medina was twee keer minister van Buitenlandse Zaken: van 1996 tot 1999 en van 2004 tot 2006. Hij coördineerde de acties van overheidsinstellingen, de goede werking van de overheid, de autonome instellingen en andere gedecentraliseerde organen van de staat.

### Presidentschap
In 2000 werd Medina door de achterban van zijn partij verkozen als kandidaat voor het presidentschap van de Dominicaanse Republiek. Hij verloor de verkiezingen echter van Hipólito Mejía. Bij de verkiezingen van 2004 werd Medina door de partij gepasseerd en werd ex-president Leonel Fernández naar voren geschoven als presidentskandidaat. Fernández won en was vervolgens opnieuw president tussen 2004 en 2012.
In 2012 was Medina nogmaals presidentskandidaat en ditmaal met succes. Hij kreeg bij de verkiezingen van dat jaar met 51,21% de voorkeur boven zijn tegenstander Hipólito Mejía, wat overeenkomt met meer dan 2.320.000 stemmen. Medina trad aan als president op 16 augustus 2012. In 2016 werd hij met ruim 61% van de stemmen herkozen.
Na twee aaneengesloten ambtstermijnen was Medina niet meer herkiesbaar bij de presidentsverkiezingen van 2020. Gonzalo Castillo, zijn opvolger als PLD-leider, verloor deze verkiezingen van de nieuwe president Luis Abinader (PRM).
- Gemeinsame Normdatei: 1237617030
- Library of Congress Control Number: n2011019945
- Virtual International Authority File: 169518944
- WorldCat: E39PBJfCxhcrd6JyttC7FytMyd